# San Diego and Arizona Eastern Railway

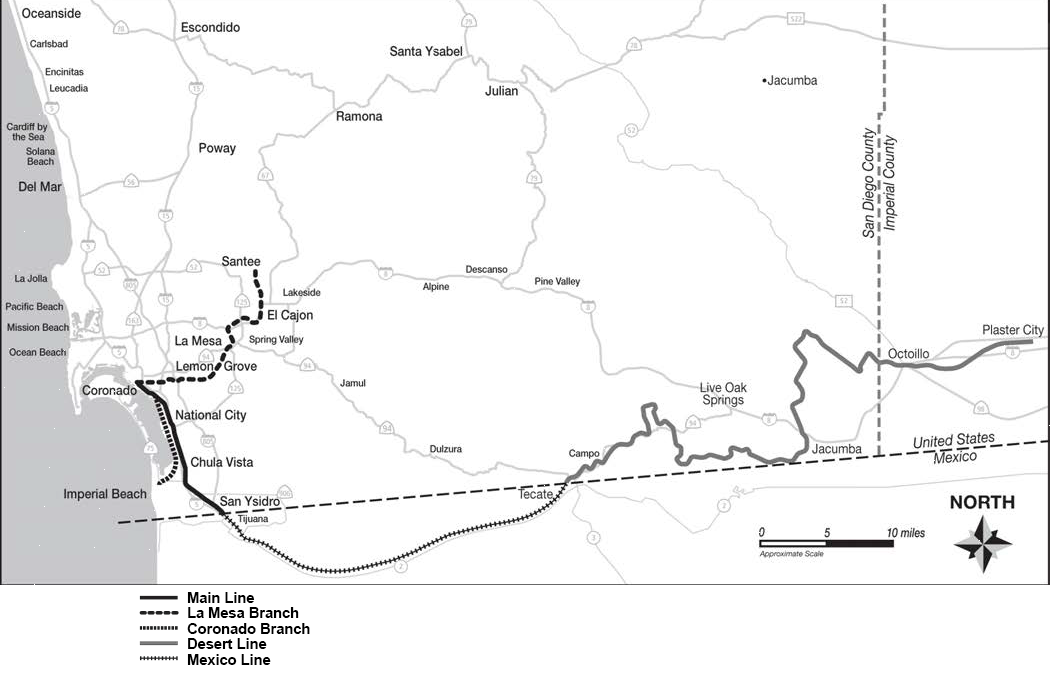
Plan du réseau du San Diego & Arizona Eastern Railway

Le San Diego & Arizona Eastern Railway est une compagnie de chemin de fer américaine desservant la Californie et le Mexique. Il fit partie des chemins de fer américains de classe I.

## Les origines
Cette petite compagnie fut fondée le 14 décembre 1906 par John D Spreckels sous le nom de San Diego & Arizona Railway (SD&A). Cet héritier de la Spreckels Sugar Company, fut un important promoteur immobilier et un entrepreneur diversifié qui permit le développement de San Diego. Le SD&A fut surnommé The Impossible Railroad par de nombreux ingénieurs de l'époque, à cause de l'immense défi logistique nécessaire pour relier San Diego à El Centro, Californie à l'est, où il devait se connecter avec le Southern Pacific Railroad. La ligne du SD&A longue de 235,6 km, partait de San Diego pour arriver à Calexico dans le Comté d'Imperial.

## L'époque du Southern Pacific
Par suite de problèmes financiers, Spreckels vendit ses parts au Southern Pacific Railroad pour 2,8 millions de dollars le 24 octobre 1932. Le San Diego and Arizona Eastern Railroad (SD&AE) fut créé le 1er février 1933 et reprit toutes les activités du SD&A. L'année suivante, les 3 locomotives essence-électrique furent retirées du service.
Le service voyageur prit fin le 11 janvier 1951.
Le 20 mai 1970, le Southern Pacific décida de vendre le Tijuana & Tecate Railway (long de 71 km) à une compagnie mexicaine appelée Ferrocarril Sonora Baja California (SBC).
L'ouragan Kathleen détruisit le 10 septembre 1976 des sections et des ponts de la Desert Line. Le Southern Pacific demanda l'autorisation d'abandonner le SD&AE, mais l'Interstate Commerce Commission (ICC) refusa cette fermeture en 1978.
Au fil des ans, des catastrophes naturelles et des actes de vandalisme réduisirent la longueur du réseau. Ainsi le réseau du SD&AE ne mesura plus que 174 km, et fut partagé en 4 sections :
- La Main Line: la partie américaine, longue de 25 km, partait du centre-ville de San Diego pour aller vers le sud en direction de San Ysidro / International Border à Tijuana. La partie mexicaine, longue de 70,8 km, se connectait avec la Desert Line. La portion mexicaine est actuellement détenue et exploitée par le Carrizo Gorge Railway[1].
- La Coronado Branch: cet embranchement, long de 12 km, part de National City pour aller vers Imperial Beach au sud.
- La Desert Line: cette section d'une longueur de 112,5 km, est référencée comme une division. Elle part de la frontière mexicaine vers le nord-est pour atteindre Plaster City où elle rejoint la ligne de l'Union Pacific Railroad en provenance de El Centro.
- La Mesa Branch: ce dernier embranchement, long de 26 km, part du centre-ville de San Diego pour rejoindre El Cajon à l'est.

## L'époque du Metropolitan Transit Development Board
Le 20 août 1979, le SP vendit le SD&AE, à l'exception de la section Plaster City / El Centro, au Metropolitan Transit Development Board (MTDB) de San Diego, afin de créer le San Diego Trolley identifiable à ses voitures rouges. De nos jours ce trolley connait un succès incontestable avec plus de 35 millions de voyageurs annuels. Concernant le service marchandise, le MTDB conclut un contrat avec Kyle Railways avec l'approbation de l'ICC.
En janvier 1980, la tempête du désert causa des dégâts sur la ligne Desert Line du SD&AE et celle de Tijuana y Tecate du Ferrocarril Sonora-Baja California (SBC) située des deux côtés de la frontière. Lorsque les dommages furent réparés côté mexicain en janvier 1983, le Kyle Railways put commercer son exploitation entre San Diego et Plaster City. Le 18 juin 1983, la Desert Line fut à nouveau sinistrée: des incendies détruisirent 2 ponts.
Le 18 mars 1984, le MTDB signa un accord avec la compagnie texane RailTex. Cette dernière commença à exploiter un service marchandise sous le nom de San Diego & Imperial Valley Railroad (SDIV). Le 25 avril 1984, l'ICC refusa à Kyle Railways sa demande d'abandonner le chemin de fer; et le 9 août suivant l'ICC approuva le nouveau service marchandise de RailTex. Ce dernier entra en opération le 15 octobre 1984 sous le nom de San Diego & Imperial Valley Railroad (SDIV); il circulait la nuit lorsque le San Diego Trolley n'était plus en service, et desservait San Diego / El Cajon, ainsi que San Diego / San Ysidro.
Le Pacific Southwest Railway Museum, situé à La Mesa, réactiva le San Diego & Arizona Railway (SD&A) le 1er décembre 1985, en proposant une excursion de 26 km entre le dépôt de Campo et Miller Creek. Puis le 10 octobre 1987, le museum proposa une nouvelle destination entre Campo et Tecate, située dans la région mexicaine de Baja California. Devant le succès, cette excursion fut proposée 1 à 2 fois par mois.
Le 1er août 1986, le SDIV, filiale de RailTex, entra en pourparlers avec le Mexique pour étendre son service fret dans la région de Baja California.
Le 1er juillet 1987, le Ferrocarril Sonora-Baja California (SBC) ainsi que les autres grandes compagnies de chemin de fer mexicaines furent nationalisées pour former la nouvelle société Ferrocarriles Nacionales de México (FNM).
Le 14 juillet 1989, le SDIV commença à réparer la Desert Line en prévision de l'extension de son service marchandise vers le Comté d'Imperial.
Le 2 août 1996, l'Union Pacific Railroad prit le contrôle du Southern Pacific Railroad.
Le Carrizo Gorge Railway fut créé le 4 juillet 1997 à Lakeside afin de réparer et exploiter la Desert Line.
Le 4 janvier 2000, RailTex fut racheté par RailAmerica, et la filiale San Diego & Imperial Valley Railroad adopta la nouvelle abréviation SDIY.
Au cours de l'année 2000, le Ferrocarriles Nacionales de México (FNM) fut privatisé. La propriété de la ligne Tijuana-Tecate fut transférée au Secretaria de Comunicaciones y Transportes et placé sous l'administration de l'État de Baja California, qui créa  l'Administradora de la Via Corta Tijuana-Tecate (ADMICARGA) afin de remplir cette mission.
Après 16 ans d'exploitation sur le sol mexicain, la portion mexicaine du San Diego & Imperial Valley de l'ex-RailTex, fut sous-traitée à Ferrocarriles Peninsulares del Noroeste (FPDN), filiale de Carrizo Gorge Railway (CZRY), le 1er juillet 2001.
Après avoir réparé les tunnels 8 et 16, et reconstruit les ponts endommagés, incluant celui à treillis de Goat Canyon, le CZRY put rouvrir son service marchandise vers Plaster City et l'interconnexion avec l'Union Pacific Railroad le 15 mai 2004. Des chargements importants de sable en provenance de l'Imperial Valley étaient utilisés pour préparer du béton destinés aux constructions de San Diego. D'autres chargements, constitués par exemple de bois ou de grains, allaient jusqu'au Mexique.
Le 10 octobre 2008, le Carrizo Gorge Railway annonça un embargo sur la ligne Campo / Plaster City qui prit effet le 17 octobre 2009. Cet embargo concerne un grand projet de rénovation du chemin de fer permettant de relier le terminal intermodal du port d'Ensenada, Baja California.

## Le modélisme
Le San Diego Model Railroad Museum expose des maquettes du SD&AE aux échelles HO et N.